# Kreiensen
Kreiensen – dzielnica miasta Einbeck w Niemczech, w kraju związkowym Dolna Saksonia, w powiecie Northeim. W 2008 r. liczyła 7 151 mieszkańców. Do 31 grudnia 2012 gmina samodzielna (niem. Einheitsgemeinde).
W Kreiensen znajduje się stacja kolejowa.

## Współpraca
Miejscowości partnerskie:
- Güsten, Saksonia-Anhalt
- Wieselburg, Austria